# Lissonota michaelis
Lissonota michaelis là một loài tò vò trong họ Ichneumonidae.